# Stara Dębszczyzna
Stara Dębszczyzna – wieś w Polsce położona w województwie podlaskim, w powiecie suwalskim, w gminie Filipów.
W latach 1975–1998 miejscowość administracyjnie należała do województwa suwalskiego.